# Мерзисајд
Мерзисајд (енгл. Merseyside) је грофовија на северозападу Енглеске уз естуар реке Мерзи и обалу Ирског мора. Граничи се са грофовијама: Ланкашир, Шири Манчестер и Чешир. 
Већина Мерзисајда је урбано подручје. Најзначајнији град је Ливерпул. 

## Администрација
Грофовија је настала комуналном реформом 1974. Веће грофовије је распуштено 1986. и отада локалне управне јединице делују самостално. Заједничке службе су локални транспорт и полиција. Управне јединице су: Ливерпул, Ноузли, Сефтон, Сент Хеленс и Вирал. 